# مارتین رکین
مارتین رکین (انگلیسی: Martin Rackin؛ ۳۱ ژوئیه ۱۹۱۸ – ۱۵ آوریل ۱۹۷۶) تهیه‌کننده تلویزیونی و فیلم‌نامه‌نویس اهل ایالات متحده آمریکا بود.
او از سال ۱۹۶۰ تا ۱۹۶۴ میلادی، رئیس شرکت «پارامونت پیکچرز» بود.
از فیلم‌ها یا مجموعه‌های تلویزیونی که وی در آن‌ها نقش داشته است، می‌توان به ماجراهای لانگ جان سیلور، سانتیاگو، سه راز و لانگ جان سیلور اشاره نمود.